# Tropikalny Ocean Globalna Atmosfera
Tropikalny Ocean Globalna Atmosfera (The Tropical Ocean Global Atmosphere/Coupled Ocean-Atmosphere Response Experiment, w skrócie TOGA COARE) był dużym międzynarodowym programem meteorologicznym, który miał za zadanie zrozumienie dlaczego na zachodnim Pacyfiku, w tzw. obszarze ciepłego basenu, występują najwyższe temperatury oceanu na kuli ziemskiej, oraz w jaki sposób ocean i atmosfera oddziałują razem wpływając na zjawiska dynamiki tropikalnej (m.in. zjawisko El Niño). Eksperyment odbył się pomiędzy listopadem 1992 roku i lutym 1993 roku.